# L'Inconnue du Val-Perdu
Pour les articles homonymes, voir L'Inconnue.

L'Inconnue du Val-Perdu est un téléfilm français réalisé par Serge Meynard et diffusé en 2001.

## Synopsis
C’est l’histoire de Martine cherchant à résoudre un passé encore traumatisant : la disparition de sa fille dans un village au fin fond des traditions, vivant simplement. Marc (Didier Bienaimé) est l'homme rendant compte de la gentillesse des villageois, cachant souvent leur bonne humeur aux étrangers. Autour d'une leçon de vie, la pesanteur d'un mystère dévoile la véritable identité de chacun dans un décor de Provence ensoleillée.

## Fiche technique
- Réalisateur : Serge Meynard
- Scénario : André Besson, Serge Meynard, Chantal Pelletier
- Producteur : Jean-François Lepetit, Sylvette Frydman
- Musique du film : Roland Romanelli
- Directeur de la photographie : Bruno Privat
- Montage : Aurique Delannoy
- Distribution des rôles : Claire-Marie Cuvilly-Givert
- Création des décors : Marc Flouquet
- Création des costumes : Laurence Struz
- Société de production : Centre National de la Cinématographie (CNC), Flach Film,    France 3, La Sept-Arte, Procirep
- Pays d'origine : France
- Durée : 86 minutes
- Date de la première diffusion : 27 janvier 2001 sur France 3

## Distribution
- Zabou Breitman : Martine
- Barbara Schulz : Florence
- Didier Bienaimé : Marc
- Beppe Chierici : Pousse-Cailloux
- Arlette Lebret : Martine
- Elsa Royer : Jessica
- Martine Delon : La mère
- Margot Gevraise : Cindy
- Marie Raynal : La baba
- Claude Mismaque : Le tenancier
- Cyril Calabria : Benjamin
- Julie Delafosse : Olivia
- Carine Lacroix : Claire
- Thierry Gay : Le patient fou
- Christian Mabille : Le client aimable
- Jean-Bernard Pouy : Le client de la boulangerie
- Chantal Pelletier : La cliente de la boulangerie
- Soahn Beauvois : La jeune modèle
- Nathalie Gal : La femme en crise
- Aurélien Boissière : Le punky
- Magalie Deleuze : La punkette
- Naïma Triboulet : Antigone 1
- Emilie Bruguière : Antigone 2
- Gérard Boissière : Créon
- Ophélie Doll : Ado dans le bus
- Charles Kaczmarek : Ado dans le bus